# Peperomia ricaurtensis
Peperomia ricaurtensis är en pepparväxtart som beskrevs av Truman George Yuncker. Peperomia ricaurtensis ingår i släktet peperomior, och familjen pepparväxter. Inga underarter finns listade i Catalogue of Life.